# PMA-2 (mine)

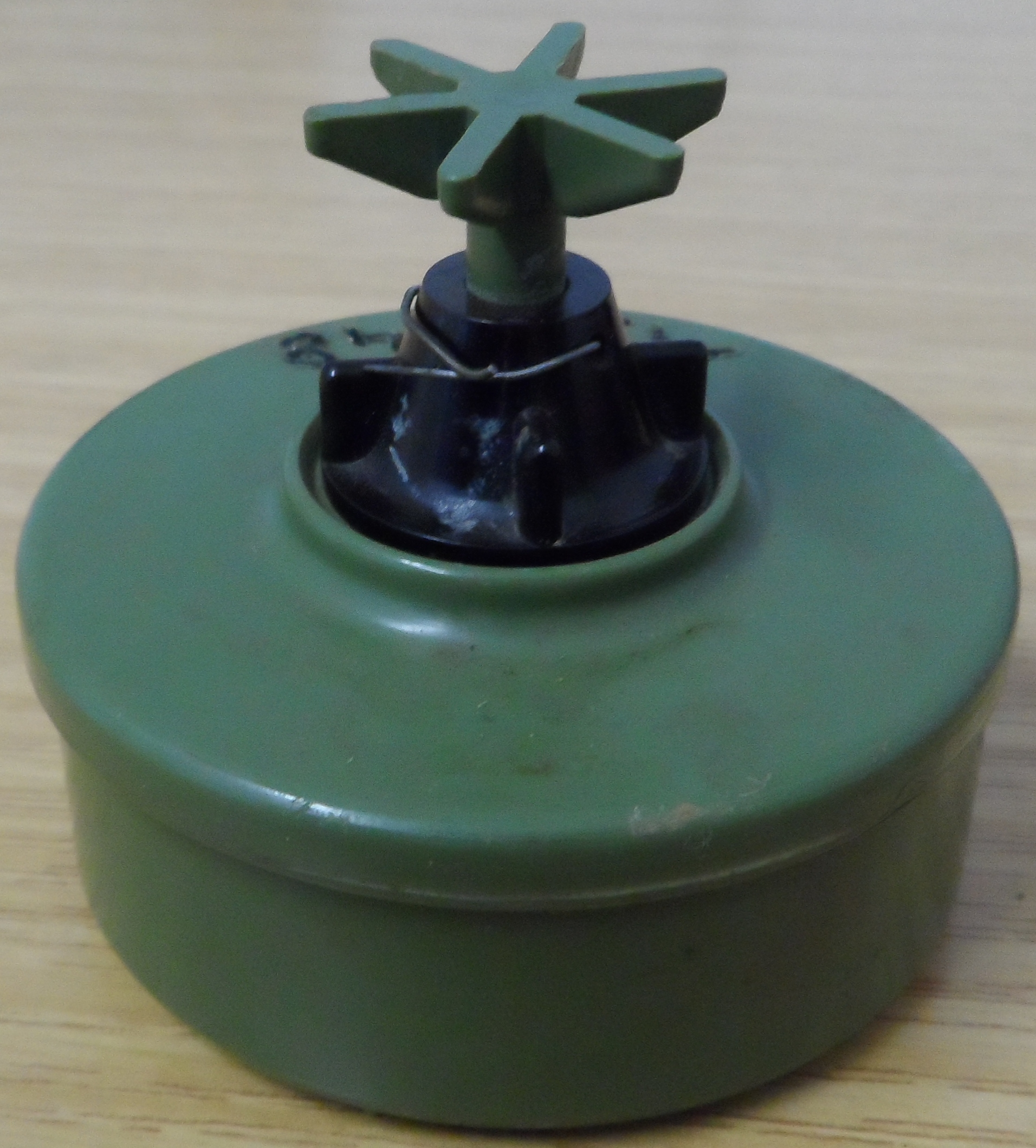
Une mine PMA-2

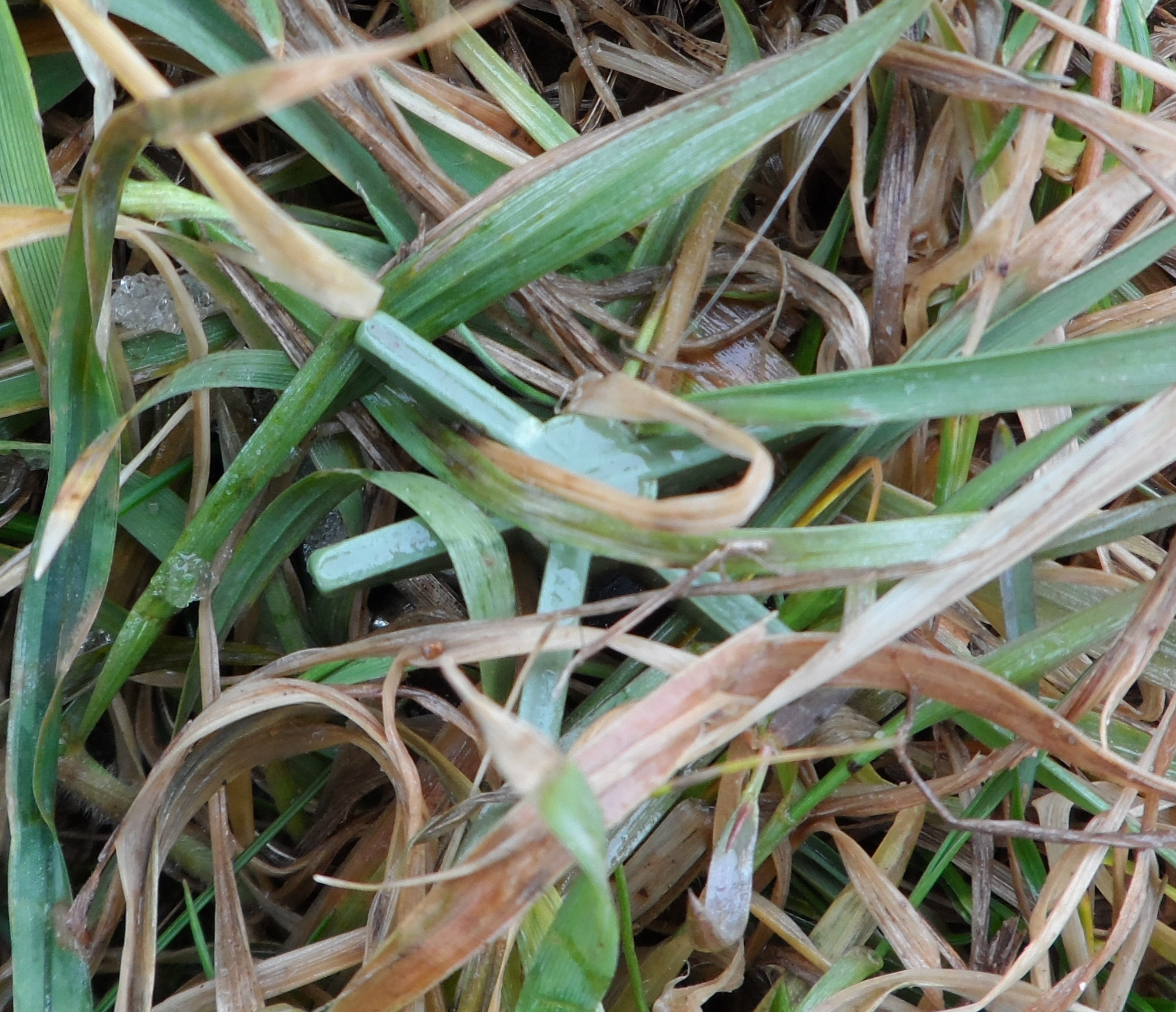
Une mine PMA-2 mise en place dans le sol, montrant comment elle se fond dans le sous-bois

La mine PMA-2 est une mine antipersonnel yougoslave, parfois appelée Pašteta, en raison de sa ressemblance superficielle avec une boîte de pâté à la viande. La mine est construite en plastique vert foncé, avec un piston distinctif qui rayonne de six pétales.

## Conception
La mine est armée en retirant une goupille qui bloque la course vers le bas du piston à six pétales. Après avoir retiré la goupille d’armement, une pression suffisante sur le piston (par le pied de la victime) le force vers le bas dans le corps principal de la fusée, ce qui enflamme une composition pyrotechnique sensible au frottement. La composition pyrotechnique en feu se répercute sur le détonateur qui se déclenche, déclenchant une petite charge d’appoint RDX qui à son tour fait exploser la charge explosive principale de TNT.
Généralement, les mines PMA-2 sont enterrées de manière que seul le piston en forme d’étoile soit visible au-dessus du sol. Cependant, bien que cette mine ne soit pas complètement cachée (contrairement à tant d’autres), il peut être très difficile de la repérer, en particulier dans les sous-bois épais ou la litière de feuilles.
Cette mine peut également être mise en place d’une autre manière pour entraver la détection visuelle et/ou le processus de déminage. Par exemple, il arrive que les mines PMA-2 soient complètement placées à l’envers, avec seulement un centimètre de la base visible au-dessus du niveau du sol. Alternativement, elles peuvent être enterrées en diagonale par rapport à la surface du sol, de manière que le piston en forme d’étoile (maintenant complètement caché sous terre) puisse être percuté lors d’un sondage du sol par un démineur. Un champ de mines contenant des mines PMA-2 peut les voir mises en place de l’une ou l’autre des trois façons décrites ci-dessus.
Cette mine résiste aux contre-mesures traditionnelles des mines explosives, qui utilisent la surpression soudaine de l’explosion pour faire exploser les mines. De plus, la PMA-2 est une mine à quantité de métal minimale, ne contenant qu’une infime quantité d’aluminium dans la fusée.
Bien qu’il soit peu probable que la blessure causée par l’explosion d’une mine PMA-2 soit mortelle, elle détruit généralement le pied de la victime, entraînant ainsi une invalidité permanente en ce qui concerne sa marche.
Des exemplaires de la mine PMA-2 ont été découverts en Albanie, en Angola, en Bosnie, au Cambodge, en Croatie, en Serbie, au Zimbabwe et en Namibie.

## Spécifications
- Poids : 135 g[1]
- Poids de l’explosif : 95 grammes de TNT
- Fusée : UPMAH-2
- Diamètre : 68 mm
- Hauteur : 61 mm
- Pression d’amorçage : 7 kg environ